# Caucus van Washington 2012
De caucus van Washington in 2012 was een voorverkiezing in de aanloop naar de Amerikaanse presidentsverkiezingen van 2012.

## Democratische caucus
De Democratische caucus werd overtuigend gewonnen door Obama.

## Republikeinse caucus

Resultaten van de Republikeinse caucus per county

De Republikeinse caucus werd gehouden op 3 maart 2012. Since 1992 gebruiken de Republikeinen in Washington naast een caucus ook een voorkeursprimary. Echter, de primary was ditmaal geannuleerd wegens budgettaire redenen, net als in 2004.
Met een totaal aantal kiesgerechtigden van 3.677.919 stemmers, was de opkomst slechts 1,4%.
| Kandidaat     | Stemmen | Percentage | Aantal gedelegeerden |
| ------------- | ------- | ---------- | -------------------- |
| Mitt Romney   | 19.111  | 37,65%     | 34                   |
| Ron Paul      | 12,594  | 24.81%     | 5                    |
| Rick Santorum | 12.089  | 23,81%     | 1                    |
| Newt Gingrich | 5.221   | 10,28%     | 0                    |
| Onverdeeld    | 1.656   | 3,26%      | 0                    |
| Write-Ins     | 93      | 0,18%      | 0                    |
| Totaal        | 50.764  | 100,00%    | 40                   |

1789 · 1792 · 1796 · 1800 · 1804 · 1808 · 1812 · 1816 · 1820 · 1824 · 1828 · 1832 · 1836 · 1840 · 1844 · 1848 · 1852 · 1856 · 1860 · 1864 · 1868 · 1872 · 1876 · 1880 · 1884 · 1888 · 1892 · 1896 · 1900 · 1904 · 1908 · 1912 · 1916 · 1920 · 1924 · 1928 · 1932 · 1936 · 1940 · 1944 · 1948 · 1952 · 1956 · 1960 · 1964 · 1968 · 1972 · 1976 · 1980 · 1984 · 1988 · 1992 · 1996 · 2000 · 2004 · 2008 · 2012 · 2016 · 2020 · 2024